# مارسل پلانیول
مارسل پلانیول (انگلیسی: Marcel Planiol; ۲۳ سپتامبر ۱۸۵۳ – ۳۱ اوت ۱۹۳۱) ابتدا استاد دانشکده حقوق در دانشگاه رن بود بعدتر او به عنوان استاد دانشکده حقوق دانشگاه سوربن پاریس برگزیده شد او از جمله استادان سرشناس حقوق مدنی فرانسه می باشد و دارای نوشته ها و کتب معتبر ای در این زمینه بوداو در دانشگاه پاریس تحصیلات خود را تا مقطع دکترا دنبال کرد در سال ۱۸۸۵ ازدواج کرد و حاصل این ازدواج فرزندی بود که در ۲۰ سالگی در جریان جنگ جهانی اول درگذشت کتاب رساله مقدماتی حقوق مدنی از معروفترین کتب اوست پس از آن او با همکاری جرج ریپر کتاب معروف رساله کاربردی حقوق مدنی را با همکاری یکدیگر به نگارش درآوردند سرانجام در اوت۱۹۳۱ در پاریس درگذشت.